# Obserwatorium Astronomiczne Andruszówka
| Planetoidy z grupy Amora odkryte w Andruszówce |
| ---------------------------------------------- |
| - 2007 QA2 - 2008 KB12                         |

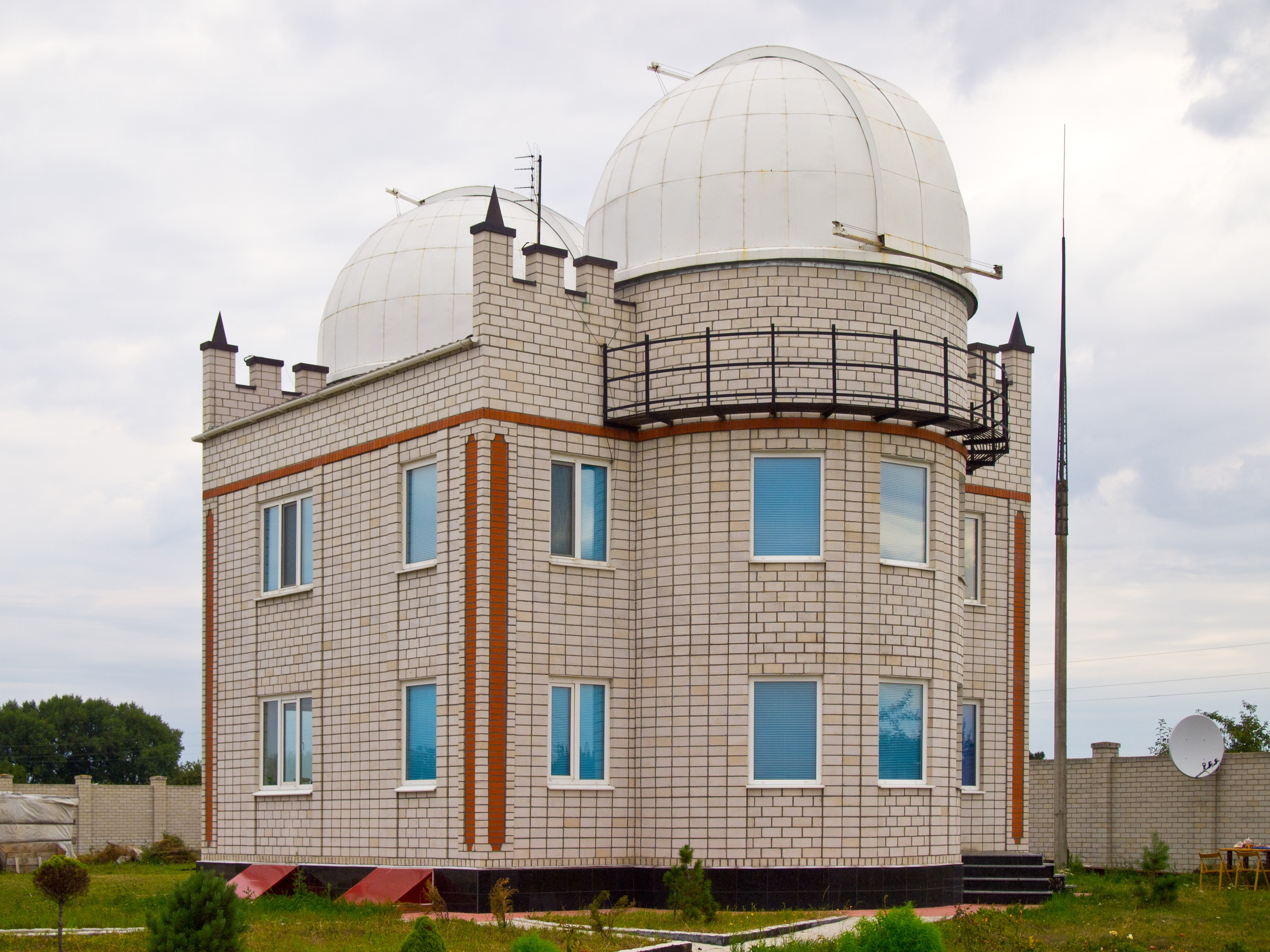
Obserwatorium Astronomiczne Andruszówka

Obserwatorium Astronomiczne Andruszówka (ukr. Андрушівська астрономічна обсерваторія) – prywatne obserwatorium astronomiczne na przedmieściach miasta Andruszówka, w obwodzie żytomierskim na Ukrainie. Zostało założone w 2001 roku. Założycielem i kierownikiem obserwatorium jest Jurij Iwaszczenko (ukr. Юрій Миколайович Іващенко).
Obserwatorium ma przypisany przez Międzynarodową Unię Astronomiczną (IAU) kod A50.

## Historia
Założyciel i kierownik obserwatorium, Jurij Iwaszczenko, w latach 1978–1983 studiował astronomię na Wydziale Fizyki Kijowskiego Uniwersytetu Narodowego. W latach 1983–1992 pracował w Obserwatorium Astronomicznym Narodowej Akademii Nauk Ukrainy. W 1998 roku zakupił działkę pod lokalizację prywatnego obserwatorium astronomicznego. Następnie wybudował w tym miejscu budynek obserwatorium z dwiema kopułami na teleskopy. Obserwatorium zostało oficjalnie otwarte 12 kwietnia 2001 roku.
Pierwsze planetoidy odkryto w tym obserwatorium w 2003 roku. W latach 2005–2012 należało ono do 20 obserwatoriów na świecie najbardziej aktywnych w prowadzeniu obserwacji planetoid. W latach 2003–2010 placówka uczestniczyła w przygotowywaniu uczniów pobliskich szkół do udziału w międzynarodowych olimpiadach z astronomii.

## Odkrycia
18 września 2003 roku w obserwatorium tym odkryto planetoidę z pasa głównego planetoid, którą później od nazwy miasta nazwano (133293) Andrushivka. W dniu 17 października 2007 roku odkryto w obserwatorium planetoidę (175636) Zvyagel. Została ona tak nazwana z okazji 750-lecia Nowogrodu Wołyńskiego, zwanego do 1796 oficjalnie, a później potocznie Zwiahel.
W dniu 25 sierpnia 2008 roku została odkryta kolejna planetoida z pasa głównego, która w styczniu 2013 roku na cześć encyklopedii internetowej została nazwana (274301) Wikipedia.
Według danych z 5 kwietnia 2015 roku w Obserwatorium Andruszówka w latach 2003–2010 zostało odkrytych 116 planetoid.